# Burgstall Gastering
Der Burgstall Gastering bezeichnet eine abgegangene mittelalterliche Höhenburg auf 410 m ü. NHN, etwa 400 Meter ostsüdöstlich von Gastering, einem Ortsteil der niederbayerischen Gemeinde Thyrnau im Landkreis Passau in Bayern. Die Anlage wird als Bodendenkmal unter der Aktennummer D-2-7347-0011 im Bayernatlas als „Burgstall des hohen oder späten Mittelalters“ geführt.

## Beschreibung
Die Anlage liegt auf einem Geländesporn oberhalb der Erlau. Dieser fällt nach Osten und nach Süden steil und auch nach Westen stark ab. Der schmale Bergsporn aus Gneis ist in seinem vorderen Bereich durch einen inneren bogenförmigen und einen äußeren winkeligen Halsgraben als Wehranlage erkennbar. Der innere, von dem vorderen Kernwerk um 3 bis 4,5 m in den Fels eingetieften Halsgraben läuft mit seinen beiden Flanken in Richtung der Spornspitze hangwärts aus. Im Westen weist er eine schwache Erdbrücke auf. An der 4,5 m hohen Außenböschung sind Abgrabungen von rezenten Steinbrüchen erkennbar. Der innere Graben trennt ein mäßig gewälbtes Plateau von 40 m in der Länge und 25 m in der Breite ab. Im nordwestlichen Viertel liegt ein breiter, 2 m hoher Schildwall, der auf das frühere Vorhandensein von massiven Gebäuden schließen lässt. Dem inneren Halsgraben vorgelagert ist ein wikleliger Grabenzug quer über den Spornrücken. Dieser Außengraben steigt von seiner Sohle nach innen um 2,5 m und nach außen um 3,5 m an. Im mittleren Bereich führt über ihn eine Erdbrücke. Die Anlage ist durch einen Steinbruch bedroht, dessen oberer Rand von Südosten her die vordere Kante des Burgplateaus erreicht hat.